# Marco Canola
Marco Canola (Vicenza, Vèneto, 25 de desembre de 1988) fou un ciclista italià, professional des del 2012 fins al 2022. Actualment corre a l'equip Nippo-Vini Fantini. En el seu palmarès destaca una victòria d'etapa al Giro d'Itàlia de 2014, quan va superar a l'esprint a Jackson Rodríguez i Angelo Tulik a Rivarolo Canavese.
El març de 2022 el seu equip Gazprom-RusVelo fou suspès per a Unió Ciclista Internacional a conseqüència de la invasió russa d'Ucraïna, motiu pel qual es va quedar sense equip i no en va trobar cap altre. Al desembre del mateix any anuncià la seva retirada.

## Palmarès
- 2011
  - 1r al Giro del Vèneto i de les Dolomites i vencedor d'una etapa
  - 1r al Gran Premi Colli Rovescalesi
- 2012
  - Vencedor d'una etapa al Tour de Langkawi
- 2014
  - Vencedor d'una etapa al Giro d'Itàlia
  - Vencedor de la classificació de la muntanya a la Tirrena-Adriàtica
- 2017
  - 1r a la Volta Limburg Classic
  - 1r a la Japan Cup
  - Vencedor de 3 etapes a la Volta al Japó
  - Vencedor d'una etapa al Tour de Utah
- 2019
  - Vencedor d'una etapa al Tour de Utah

### Resultats al Giro d'Itàlia
- 2013. 139è de la classificació general
- 2014. 122è de la classificació general. Vencedor d'una etapa
- 2019. 107è de la classificació general